# Casa BRUTUS
『Casa BRUTUS』（カーサ ブルータス）は、マガジンハウスが発売している月刊情報誌。毎月9日発売。
「Casa = 家」を中心に、建築・デザイン・食・アート・ファッション・旅など、好奇心旺盛に人生を楽しむテーマを扱っている。通常号のほか、建築や旅ガイド、食ガイドなどのムック本も多数発売されている。

## 概要
1998年（平成10年）にBRUTUSの増刊として誕生し、 2000年（平成12年）より月刊誌となった。
初号は1998年（平成10年）12月で、特集は、イタリアのグルメ雑誌の「ガンベロ・ロッソ編集長が日本のイタリア的食生活を採点」と総合デザイナーの「F・スタルクが東急ハンズで買ったモノ?　買わなかったモノ?」。発行人は秦義一郎、編集人は斎藤和弘。
2008年（平成20年）秋に10周年／105号を迎えた。
アートやデザインのトレンドも随時取り上げており、北欧ブームや椅子ブームなどの火つけ役とも言われている。その範囲はインテリアだけでなくプロダクトや車のデザインにもおよび、頻繁に海外のコーディネーターとともに国内外の取材を行ないシーンを探っている。またファッションにおいても、話題の建築をロケ地に選んだり、各メゾンのディレクターらに迫る記事など、独自の視点でアプローチすることで、雑誌界の中で枠にはまらない位置を築きあげてきたといえる。また企業とのタイアップページにも力を入れており、Audi、SONY、au、旭化成などと、自転車・家電・住宅など多岐にわたって、企業と雑誌のコラボレーションを遂げてきた。
現在では誌面を飛び出し、イベントへの参加も頻繁に行なっている。例えば、毎年秋に開催される東京デザインウィーク期間中の「デイリー・カーサ ブルータス」の無料配布は、ファンの中ではお馴染みとなっている。
2010年（平成22年）以降、嵐の櫻井翔による連載「櫻井翔のケンチクを学ぶ旅」が掲載されている。

## 歴代編集長
- 斉藤和弘（創刊時 - ）
- 吉家千絵子（2000年（平成12年） - ）
- 亀井誠一（2007年（平成19年） - ）
- 松原亨（2012年（平成24年） - ）
- 西尾洋一（2018年（平成30年） - ）

## 特集雑誌
特定の建築家の功績・その作品の全記録、デザイナー、家具、文化、世界遺産、デザイン住宅、ファッション、モダンアート、世界各国の美術館・博物館、『BRUTUS』で好評だったお取り寄せ特集など様々な特集が組まれる。特に、ニッポンの価値を改めて考えるきっかけとなる2006年（平成18年）から始まった日本建築の特集は好評で、その他にも「琳派と民藝を知っていますか？」特集や、「ニッポンの老舗デザイン」の連載などが過去にある。
「器こそ、我が人生!」「SANAAのすべて」「コーヒーとパンの特集」などが最近のヒット特集で、さらに、その時代性をフィーチャーするムック本も根強い人気があり、「最強の美術館はどこだ?」やカーサ・ブルータス・トラベルの「世界遺産」「韓国」などが挙げられる。
以下は、特集が組まれた主な人物（50音順）。
- 安藤忠雄
- イサム・ノグチ
- 浦沢直樹
- 丹下健三
- チャールズ・イームズ
- 柳宗理
- ル・コルビュジエ
- 伊東豊雄
- ほしよりこ